# Гай Сервилий Главция
Гай Серви́лий Гла́вция (лат. Gaius Servilius Glaucia; родился, предположительно, в 142/140 году до н. э. — погиб в декабре 100 года до н. э., Рим, Римская республика) — римский политический деятель, претор 100 года до н. э., кандидат в консулы на 99 год до н. э. Был союзником популяра Луция Аппулея Сатурнина и погиб вместе с ним.

## Происхождение
До Гая в источниках упоминается только один Сервилий Главция, член посольства, отправившегося в 162 году до н. э. в Малую Азию (его преномен неизвестен). Антиковед Г. Самнер предположил, что это отец Гая. Марк Туллий Цицерон сообщает, что Главция-младший был человеком «самого низкого положения».

## Биография
Учитывая хронологию карьеры Главции, исследователи датируют его рождение приблизительно 142/140 годом до н. э. Первое надёжное свидетельство о Гае Сервилии относится к 102 году до н. э., когда цензор Квинт Цецилий Метелл Нумидийский предложил исключить его из сената за порочное поведение. Второй цензор, Гай Цецилий Метелл Капрарий, не поддержал это начинание. Исследователи Р. Броутон и Г. Самнер предполагают, исходя из этого, что Главция не позже 108 года до н. э. стал сенатором (это была цензура Квинта Фабия Максима Эбурна и Гая Лициния Геты) и, соответственно, в 109 году до н. э. занимал должность квестора — низшую из тех, что давали право заседать в курии.
В ряде источников упоминается lex Servilia de repetundis — принятый в конце II века до н. э. закон о частичном перераспределении судебных полномочий между сенатом и всадниками. Некоторые исследователи полагают, что инициатором принятия этого закона был Главция, соответственно занимавший в какой-то момент должность народного трибуна (в альтернативной версии фигурирует Квинт Сервилий Цепион, консул 106 года до н. э.). Ф. Мюнцер датирует его трибунат временем незадолго до 111 года до н. э., Р. Броутон и Э. Линтотт — 101 годом до н. э.
Не позже 102 года до н. э. Гай Сервилий заключил союз с политиком-демагогом Луцием Аппулеем Сатурнином, враждебным сенату. Известно, что Главция руководил выборами народных трибунов в 101 году до н. э. и содействовал избранию Сатурнина. Ещё один кандидат, Авл Нунний, резко критиковавший этих двух политиков, был убит их сторонниками. Сам Главция был избран претором на 100 год до н. э.
В преторский год Гая Сервилия внутриполитическая борьба крайне обострилась. Главция и Сатурнин, опираясь на союз с консулом Гаем Марием, добились принятия законов о продаже хлеба городскому плебсу по символической цене и о выведении ветеранских колоний в ряд провинций. Сенаторы были вынуждены поклясться соблюдать аграрный закон. Метелл Нумидийский отказался это сделать, и тогда Гай Сервилий с Луцием Аппулеем начали подготовку законодательной инициативы о его изгнании; в конце концов Метелл сам уехал из Рима. Но после этого успеха Главция и Сатурнин оказались в изоляции: всадники были напуганы их радикализмом, плебс боялся, что эти двое наделят италиков гражданскими правами, а Гай Марий не хотел разрыва с сенатом. Когда Главция выдвинул свою кандидатуру в консулы на 99 год до н. э., он был отстранён от участия в выборах за невыполнение требований закона Виллия об обязательном двухлетнем промежутке между магистратурами. Это санкционировал либо сам Гай Марий, либо его коллега и сателлит Луций Валерий Флакк.
Утром в день выборов в декабре 100 года до н. э. был убит при невыясненных обстоятельствах ещё один кандидат, Гай Меммий. Античные авторы называют организатором убийства Сатурнина; согласно Флору и Псевдо-Аврелию Виктору, он действовал, чтобы добиться избрания Главции. Сенат тут же объявил Луция Аппулея и Гая Сервилия мятежниками и издал постановление, которым консулы наделялись чрезвычайными полномочиями «для спасения государства». Гай Марий этому постановлению подчинился, сторонники сената вооружились для открытой схватки. О дальнейшей судьбе Главции источники рассказывают по-разному. Согласно Аппиану и Псевдо-Аврелию Виктору, Гай Сервилий присоединился к Сатурнину, захватившему Капитолий, потом вместе с ним из-за отсутствия воды сдался Марию под его честное слово и был убит: всех сдавшихся забросали черепицей с крыши в здании курии, а Главции сломали шею. Согласно Орозию и Флору, Сатурнина и его сторонников убили дубинами, ворвавшиеся в курию противники. Флор про судьбу Главции отдельно не упоминает. Орозий же пишет, что Главция укрылся в доме некоего Клавдия. Оттуда Гая Сервилия вытащили и тут же «зарезали».

## Оценки личности и деятельности
Марк Туллий Цицерон, питавший антипатию к популярам, дал Главции резко негативную характеристику. Для него это был «самый бессовестный человек на памяти людской», «человек самого низкого нрава». При этом Цицерон признаёт за Главцией ораторский талант. Все античные авторы согласны с тем, что Сатурнин и Главция понесли заслуженную кару как убийцы Меммия; в историографии есть мнение, что убийство могло быть организовано старым врагом Луция Аппулея Марком Эмилием Скавром или ещё одним кандидатом в консулы Авлом Постумием Альбином.
Существуют разные гипотезы о мотивах деятельности Главции и Сатурнина и о том, на какие общественные силы они опирались. Согласно С. И. Ковалёву, эти политики попытались продолжить реформы Гракхов, но на ещё более суженной платформе. Новыми факторами стали возросшая роль люмпен-пролетариата, использовавшая это «демагогия популяров» и появление армии как новой политической силы. Б. П. Селецкий считает, что Главция опирался на наиболее радикальную часть всадничества, тогда как основная часть этого сословия поддерживала Мария, а та часть, которая была ближе всего к сенату, — Меммия.

## В художественной литературе
Гай Сервилий действует в исторических романах Колин Маккалоу («Первый человек в Риме») и Милия Езерского («Марий и Сулла»).